# ماریان کوواچیویچ
ماریان کوواچیویچ (انگلیسی: Marijan Kovačević؛ زادهٔ ۳۱ اوت ۱۹۷۳) بازیکن فوتبال اهل آلمان است.
از باشگاه‌هایی که در آن بازی کرده‌است می‌توان به باشگاه فوتبال اشتوتگارت، باشگاه فوتبال وولفسبورگ، باشگاه فوتبال اونیائو، باشگاه فوتبال هامبورگ، باشگاه فوتبال یان رگنسبورگ، باشگاه فوتبال شیروکی بریگ، باشگاه فوتبال آدمیرا واکر مودلینگ، باشگاه فوتبال دویسبورگ، و باشگاه فوتبال انوسیس نئون پارالیمنی اشاره کرد.